# Georg Gänswein
Georg Gänswein (nascut el 30 de juliol de 1956) és un arquebisbe de l'Església Catòlica alemany, Capellà de Sa Santedat, Prefecte de la Casa Pontifícia i el secretari personal del Papa emèrit Benet XVI.
L'arquebisbe Gänswein parla i escriu de manera fluïda en italià, castellà, alemany i llatí.

## Biografia
Gänswein va néixer a Riedern am Wald, Waldshut, Baden-Württemberg, un poble de la Selva Negra i part del municipi d'Ühlingen-Birkendorf (Alemanya), l fill gran d'Albert Gänswein, un ferrer, i la seva dona Gertrud. Té dos germans i dues germanes.
Gänswein ha dit que va decidir convertir-se en sacerdot el 1974, quan tenia 18 anys. El 1976, a l'edat de 20 anys, va començar la seva formació al seminari de l'arquebisbat de Friburg, pel que va ser ordenat el 31 de maig de 1984 amb 28 anys. L'afirmació que va assistir al Seminari Internacional de Sant Pius X a El Suïssa ha estat negat per Gänswein.
Després de la seva ordenacio, Gänswein va dedicar-se a activitats acadèmiques. Va rebre el seu doctorat en dret canònic a la Universitat de Múnic Ludwig Maximilians el 1993. En una entrevista, Gänswein descriu els dos anys que va passar a la Selva Negre com a vicari després de la seva ordenació sacerdotal. El 1993, va escriure la seva dissertació a Múnic sobre "Eclesiologia d'acord amb el Concili Vaticà II". Assenyala que, «Després de mig any jo estava tan fart em vaig dir, ara vaig a l'arquebisbe i demanar-li que em porti de nou a la diòcesi perquè no puc suportar-ho més», afegint més endavant en l'entrevista, «sempre havia estudiat amb molt de gust i amb facilitat, però l'estudi del Dret Canònic em vaig sentir a ser tan sec com el treball en una pedrera on no hi ha cervesa: mors de la sequedat.»
El gener de 2007, l'artista i dissenyadora de moda italià Donatella Versace va utilitzar Gänswein com a inspiració artística per a la seva "Clergyman Collection" per la tardor de 2007, impulsant així el reconeixement popular del sobrenom de Gänswein, "Bell George" (italià: Bel Giorgio). El gener de 2013, Gänswein, sense ni el seu consentiment o el de la Santa Seu, va aparèixer a la portada de la versió italiana de la revista Vanity Fair.

### La Cúria romana
Gänswein va arribar a Roma el 1995 com un oficial de la Congregació per al Culte Diví i la Disciplina dels Sagraments. El 1996 va ser convidat pel cardenal Joseph Ratzinger a unir-se a la Congregació per a la Doctrina de la Fe. Després de ser nomenat per al personal del cardenal Ratzinger, Gänswein va esdevenir professor de dret canònic a la Universitat Pontifícia de la Santa Creu.
En 2000, Gänswein va ser elevada pel Papa Joan Pau II a Capellà de Sa Santedat. Va reemplaçar Josef Clemens com a secretari personal de Ratzinger en 2003, en ocasió del nomenament de Clemens com a secretari del Consell Pontifici per als Laics. Ratzinger va ser elegit al papat el 2005 i Gänswein va ser nomenat per al càrrec de Secretari Privat Principal de Sa Santedat. Un any més tard el Papa Benedict XVI va honorar el seu secretària amb la distinció Prelat de Sa Santedat.
Es va suggerir que era Gänswein havia de reemplaçar el vell cardenal Friedrich Wetter com el nou arquebisbe de Múnic i Freising. No obstant això, el Papa Benet XVI nomenat el cardenal Reinhard Marx com el nou arquebisbe de l'arxidiòcesi el novembre de 2007.
En la seva vida privada, Gänswein dedica el seu temps a jugar a tennis, a esquiar i a fer volar avions. En una entrevista al juliol de 2006, va descriure dia típic del Papa: «El dia del Papa comença amb la missa a les 7 del matí, seguit de l'oració del matí i d'una estona de contemplació. Després ens prenem l'esmorzar junts, i el meu dia comença llavors amb la classificació a través de la correspondència, que arriba en quantitat considerable.» Va dir que va acompanya a Benet a les audiències del matí, seguit d'un dinar junts, un "passeig", i un descans, després del qual "[presenta] als documents Papa que requereixen la seva signatura, o el seu estudi i aprovació."»

#### Prefecte de la Casa Pontifícia
El 7 de desembre de 2012, Gänswein va ser nomenat arquebisbe titular d'Urbs Salvia,i al mateix temps prefecte de la Casa Pontifícia, reemplaçant el cardenal James Michael Harvey.
Va ser consagrat bisbe el 6 de gener 2013, juntament amb Angelo Vincenzo Zani, Nicolas Thevenin i Fortunatus Nwachukwu pel Papa Benet. La tasca de l'arquebisbe Gänswein és organitzar les audiències papals tant públiques com privades, independentment de la seva mida o del rang dels visitants-, així com el maneig de la logística per a la majoria dels grans esdeveniments del Vaticà i cerimònies, així com els viatges del Papa tant a Roma com tots els de Itàlia. El 12 de gener de 2013 l'arquebisbe Gänswein donà la benvinguda a Albert II de Mònaco i la seva esposa. Aquesta és la primera vegada que es va donar la benvinguda al cap d'un estat estranger des del seu nomenament com a prefecte i la seva consagració.

#### Indicació de la renúncia de Benet XVI
Paul Collins, comentarista ben connectat a Benet XVI, ha suggerit[ que l'elevació de l'assistent personal del Papa a l'arquebisbat a principis de desembre de 2012 (va ser consagrat com a bisbe el 6 de gener de 2013) va ser un indici de la imminent renúncia de Benet XVI. Aquestes promocions del secretari personal del Papa anteriorment s'havien produït normalment només poc abans de la mort d'un Papa, però mentre el Papa encara estava lúcid.
Es va anunciar que Gänswein es mouria amb el Papa es va retirar a Castel Gandolfo el 28 de febrer 2013, mantenint el seu paper com a cap de la Casa Pontifícia. «El Papa estarà acompanyat a Castel Gandolfo i també al monestir per l'arquebisbe Gänswein i el Memores Domini, perquè aquest és el grup nuclear fonamental de la família pontifícia... També seguirà sent el cap de la Casa Pontifícia», va dir a la premsa el 14 de febrer el portaveu del Vaticà, el pare Federico Lombardi.
El doble paper de Gänswein semblaria reforçar les preocupacions expressades en privat per alguns cardenals que Benet continuaria exercint com a mínim alguna influència. Se li va preguntar sobre aquest aparent conflicte d'interessos, Federico Lombardi, va dir que el treball del prefecte era molt tècnic i implicava l'organització de les audiències del Papa. «En aquest sentit, no és un problema molt profund», va dir.

#### La renúncia de Benet XVI

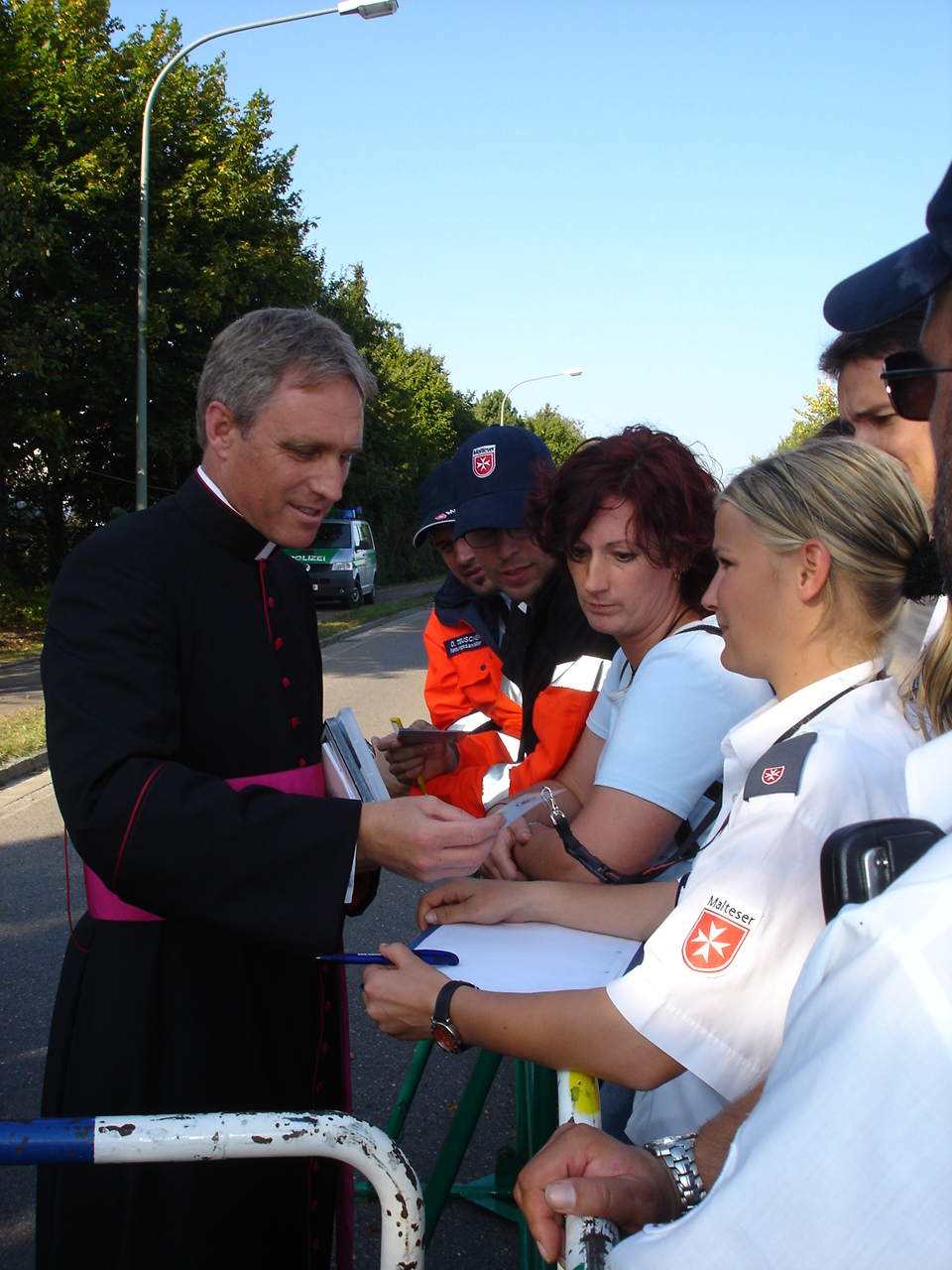
Mons Gänswein saluda voluntaris de Malteser International el 2006

Quan en una entrevista de la revista alemanya Bunte se li va preguntar si el Papa Benet havia parlat amb ell sobre la seva intenció de renunciar, l'arquebisbe Gänswein va dir que tenia coneixement de la intenció del Papa «des de feia bastant temps» i havia intentat que canviés d'opinió, però no va poder. «El Papa Benet havia pres una decisió. Ell no estava per canviar», va dir.
L'arquebisbe Gänswein va descriure la notícia de la renúncia del Papa emèrit al febrer com "una amputació". Gänswein, que estava al costat de Benet XVI durant els vuit anys de durada del seu papat, va dir al setmanari alemany Die Zeit: «He sagnat durant vuit anys». Francesc li va demanar que romangués en el càrrec i Gänswein va respondre: «Si aquest és el seu desig, llavors jo, obedient, accepto». «He de ser honest amb mi mateix: Acceptar i arribar a un acord amb el meu nou paper és dolorós», va declarar més tard. Die Zeit va dir que Gänswein va veure la decisió de Francesc de viure a la casa d'hostes Domus Sancta Marthae i no als apartaments papals com un afront contra el seu predecessor.
«Benet no vivia en els apartaments papals per raons egoistes - també era molt modest», va dir Gänswein. El setmanari alemany va indicar que hi ha un cert malestar en la relació de Gänswein amb Francesc. «Al començament de cada dia, em trobo un cop més l'espera de veure el que serà diferent avui dia.» El diari va dir que cada nit, després de les nou del vespre, Gänswein s'ocupa dels assumptes i qüestions del Papa emèrit amb el seu càrrec per l'home al qual encara anomena "Sant Pare".
En una entrevista a 2014 amb motiu del primer aniversari de la renúncia del Papa Benet XVI l'arquebisbe Gänswein va dir que «estic segur, de fet, convençut, que la història donarà un judici que serà diferent al que sovint es llegeixen en els últims anys del seu pontificat perquè les fonts són clares i la claredat sorgeix d'elles.»
En 2016 reflexionant sobre el pontificat de Benet XVI, l'arquebisbe Gänswein confirmà l'existència d'un grup que va lluitar contra l'elecció de Benet el 2005, però ha destacat que "Vatileaks" o altres qüestions tenien "poc o res" a veure amb la seva renúncia el 2013. En la seva intervenció en la presentació d'un nou llibre sobre el pontificat de Benet XVI a la Universitat Gregoriana a Roma 20 de maig, l'arquebisbe Gänswein també va dir que Francesc i Benet no són dos papes "en competició" entre si, sinó que representen una "ampliació" de l'ofici petrí amb un "membre actiu" i un altre de "contemplatiu". Monsenyor Gänswein va dir que Benet no va abandonar el papat com Celestí V al segle xiii, sinó més aviat va tractar de continuar el seu ministeri de Pere d'una manera més adequada a causa de la seva fragilitat. «Per tant, des de l'11 de febrer de 2013, el ministeri papal no és el mateix que abans», va dir. «És i segueix sent el fonament de l'Església Catòlica; i no obstant això és una fundació que Benet XVI ha transformat profunda i duradorament pel seva pontificat excepcional.»

#### Relació amb el Pap Francesc

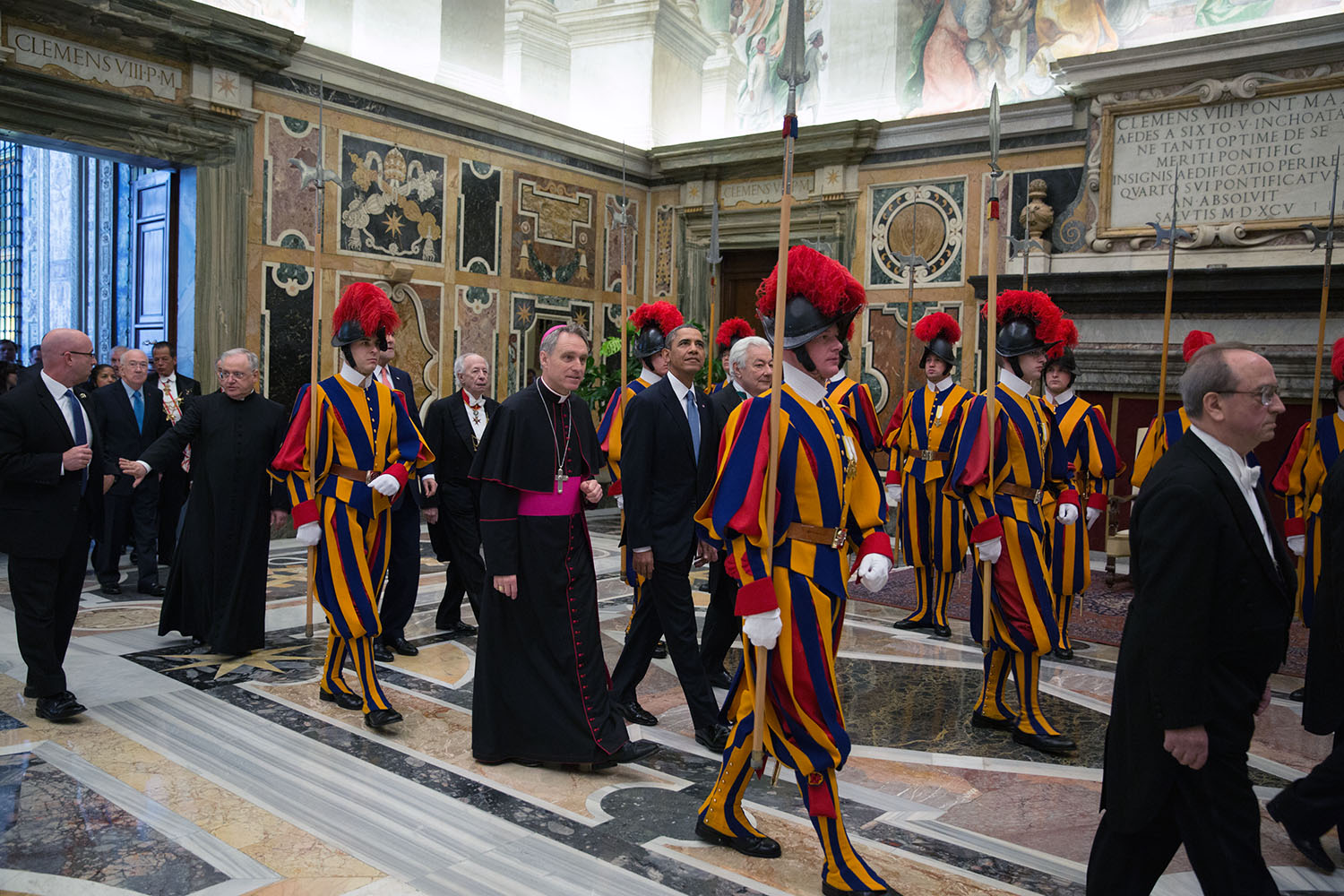
L'arquebisbe Gänswein acompanya el President Obama a una audiència amb el Papa Francesc

El març de 2014, va dir que estava sorprès per l'elecció de Francesc. ZDF li va preguntar el 13 de març si l'elecció de Francesc al conclave de l'any passat l'havia sorprès, responent «Bé, sí, jo creia favorits altres candidats -i estava equivocat – igual que tantes altres persones». Va arribar a dir que de moment el Papa és el favorit dels mitjans de comunicació »però que no sempre serà el cas». El Papa no és "estimat per tots", va dir.

#### Sínode General Extraordinari del 2014
Arquebisbe Gänswein afirmà que el matrimoni no pot ser dissolt i que «començar una nova unió contradiu el que el Senyor ha indicat». El va fer les declaracions en una entrevista amb la revista Chi, extractes dels quals van ser fets públics abans del Sínode de bisbes sobre la família que començaria uns dies després al Vaticà. Quan se li va preguntar sobre la qüestió de la possibilitat de permetre que les persones divorciades a prendre la comunió, Gaenswein va dir que «aquesta és una qüestió molt delicada, car el matrimoni sacramental que segons la doctrina catòlica no es pot dissoldre, igual que l'amor de Déu per l'home (...) Pel on puc veure el Papa Francesc està seguint la línia dels seus predecessors, els ensenyaments sobre el matrimoni són molt clars.»

#### El paper de Papa emèrit
L'arquebisbe Gänswein ha negat el Papa emèrit Benet XVI tingui un paper darrere del teló sobre el tema de la comunió pels divorciats i els catòlics tornats a casar civilment, dient que aquestes informacions són una "pura invenció". Durant el Sínode extraordinari dels Bisbes sobre la Família, hi ha hi havia rumors persistents que una delegació de cardenals conservadors que estaven preocupats per un possible canvi pels divorciats tornats a casar van buscar el consell de Benet. Gänswein va dir que la reunió mai no va tenir lloc: «Una suposada intervenció del Papa emèrit [durant el Sínode dels Bisbes] és pura invenció,» va dir Gänswein, que va servir com a sacerdot-secretari per al llavors cardenal Joseph Ratzinger a la Congregació per a la Doctrina de la Fe i després es va convertir en el seu més proper ajudant com a Papa.

#### Direcció de la Universitat Pontifícia Urbaniana
Benet XVI va dir que el diàleg amb les altres religions no és un substitut per a la difusió de l'Evangeli a les cultures no cristianes, i va advertir contra les idees relativistes de la veritat religiosa com a "letals per a la fe." També va dir que la veritable motivació per al treball missioner no és incrementar la grandària de l'Església, sinó per compartir l'alegria de conèixer a Crist. Les paraules del Papa emèrit van aparèixer en les observacions escrites als professors i estudiants de la Pontifícia Universitat Urbaniana de Roma. L'arquebisbe Gänswein llegí el missatge el 21 d'octubre, en una cerimònia on es dedicà la renovada sala de conferències principal de la universitat al Papa emèrit. El discurs és un més d'un grapat de declaracions públiques, incloent una entrevista i una carta publicada a un periodista, que el Papa Benet ha fet des que es va retirar al febrer de 2013.

#### La reforma de la cúria
L'arquebisbe Gänswein va dir: «Jo personalment no veig cap raó significativa que requerís una reforma de la Cúria actualment. S'han fet un o dos canvis, però això és part del funcionament normal de les coses. Parlar de "reforma Curial" és, si se'm permet, una mica exagerat.» Gänswein, la visió del qual sobre la situació actual al Vaticà té el suport, probablement, d'un nombre no negligible de membres de la jerarquia, segons els experts, la donà en una entrevista amb la pàgina web "katholisch.de" alemanya. Se li va preguntar si el Vaticà i l'Església en general estan polaritzades en aquest moment. «No hi ha una polarització pel que jo puc veure i no he experimentat cap. Algunes de les mesures aquí i allà han estat criticades i si es justifica la crítica, sens dubte pot beneficiar el clima general», va dir.

## Distincions honorífiques
- Gran oficial de l'orde al Mèrit de la República Italiana (13/06/2005).[24]
- Creu al Mèrit de 1a classe de l'orde al Mèrit de la República Federal Alemanya (21/06/2007).
- Capellà gran creu conventual honorari de l'Orde de Malta (23/06/2007).
- Gran Condecoració d'Honor en Or de l'Orde del Mèrit de la República d'Àustria (12/01/2009).
- Gran Oficial de l'orde del Crist - Portugal (11/05/2010).
- Senador gran creu del Sagrat Orde Militar Constantinià de Sant Jordi (13/12/2012).
- Orde bavarès del Mèrit
- Cavaller Comanador de l'orde de l'Estrella de Romania
- Doctor Honoris Causa en Sistemas de Comunicación en las Relaciones Internacionales (15/02/2011).

## Escut d'armes

Escut de George Gänswein

Escut de George Gänswein

L'escut va ser dissenyat i adoptat quan va ser ordenat com a bisbe el 6 de gener de 2013.
- Disseny: El costat esquerre és l'escut d'armes del papa Benet XVI. El costat dret inclou un estel de 7 puntes i un drac travessat per una llança sota l'estel.
- Lema: Testimonium Perhibere Veritati (Joan 18:37)
- Simbolisme: Al costat dret, l'estrella de 7 puntes representa la Mare de Déu, mentre que la serp draconiana representa el diable, sent mort pel seu patró personal, Sant Jordi - i, en aquest cas, ha estat vist com un símbol per protegir el llavors papa Benet.[25]